# Орден «Дустлік»
Орден «Дустлік» (дослівно — «Орден Дружби») — державна нагорода Республіки Узбекистан. Орден був заснований за ініціативи керівника держави Іслама Карімова на сесії парламенту Республіки Узбекистан, що відбулася 5-6 травня 1994 року.
Орденом «Дустлік» (у перекладі з узбецького «дружба») нагороджуються особи за значні досягнення зі зміцнення дружби, братерства та взаємної згоди між представниками всіх націй та народностей, внесок у розвиток дружби та співробітництва між народами Узбекистану.

## Нагородження
1. Орденом «Дустлік» нагороджуються громадяни Республіки Узбекистан за значні досягнення у справі зміцнення дружби, взаєморозуміння та злагоди між представниками всіх націй та народностей, що населяють Узбекистан, розвиток дружби та всебічного співробітництва народу Узбекистану з народами інших країн. Орденом «Дустлік» можуть нагороджуватись і особи, які не є громадянами Узбекистану.
2. Орденом «Дустлік» нагороджує Президент Республіки Узбекистан. Указ про нагородження орденом публікується у пресі та інших засобах масової інформації. Нагородження Президента Республіки Узбекистан орденом «Дустлік» провадиться Олій Мажлісом Республіки Узбекистан.
3. Нагородження орденом «Дустлік» провадиться за поданням Кабінету Міністрів Республіки Узбекистан, Голови Конституційного суду Республіки Узбекистан, Голови Верховного суду Республіки Узбекистан, Голови Вищого господарського суду Узбекистану, Генерального прокурора Республіки Узбекистан, Голови Жокарги Кенесу Республіки Каракалпакстан, хокімів областей та міста Ташкента, керівників міністерств, державних комітетів та відомств, громадських об'єднань в особі їхніх республіканських органів.
4. Вручення ордену «Дустлік» та відповідного документа про нагородження проводиться під час урочистостей та за широкої гласності Президентом Республіки Узбекистан або від його імені Спікером Законодавчої палати Олій Мажліса Республіки Узбекистан, Головою Сенату Олій Мажліз Республіки.
5. Особи, нагороджені орденом «Дустлік», отримують одноразову грошову винагороду в розмірі тридцятикратної мінімальної заробітної плати. Особи, нагороджені орденом «Дустлік», користуються пільгами, які встановлюються законодавством.
6. Орден «Дустлік» носиться на лівому боці грудей.
7. За посмертного нагородження орденом «Дустлік» орден, документ про нагородження та одноразову грошову винагороду вручаються сім'ї нагородженого (а в разі відсутності такої — президентові країни).

## Опис ордену
Орден «Дустлік» виготовляється з томпака, покритого золотом товщиною 1 мікрон, і має форму подвійних, різних розмірів, із загальним центром, накладеною один на одну восьмикінцевих зірок. Проміжок між більшою та меншою зірками заповнений блакитною емаллю. Між кутами зірки розташовані пучками золоті промені, що розходяться, закінчення яких закруглені. Відстань між протилежними кінцями більшої зірки 47 міліметрів, відстань між протилежними кінцями меншої — 41 міліметр.
У центрі ордену, в колі діаметром 12 міліметрів, на білому сріблястому тлі, позолоченими фрагментами рук, зображено символічне рукостискання. Навколо, на тлі, виконаному блакитною емаллю, розташовуються 12 сріблястих зірок, що символізують 12 людських чеснот. Діаметр кола, на площині якого розташовуються зірки, — 24 міліметри. Навколо зображення розташовується ободок, вгорі якого, червоною емаллю, напис «DOʻSTLIK», а в нижній частині — позолочені лаврові гілки. Діаметр ободка 33 міліметри. На зворотному боці, у нижній частині, нанесений номер ордену увігнутим шрифтом розміром 1 міліметр.
Орден за допомогою вушка і кільця з'єднується з колодкою, яка покрита стрічкою муарового блакитного, зеленого, жовтого, червоного кольорів, з однаковою шириною колірних смуг і білими просвітами між ними.